# Bečice, Tábor
Bečice là một làng thuộc huyện Tábor, vùng Jihočeský, Cộng hòa Séc.